# Ça Plane Pour Moi (Leila K-dal)
A Ça Plane Pour Moi című dal a svéd Leila K énekesnő 2. kislemeze a Carousel című albumról. A dal eredetijét Plastic Bertrand énekelte 1977-ben, és azóta többen is feldolgozták. A kislemezen a Check The Dan című dal is helyet kapott, illetve ez különálló kislemezként is megjelent.
A dalból készült több remix is, köztük a Felix féle változatok, melyen az Open Sesame rövid változata is helyet kapott.
A dal több ország slágerlistájára is felkerült: az osztrák slágerlistán a 8. helyre jutott, a belga slágerlistán a 16. helyet szerezte meg, Dániában a nyolcadik helyre jutott, az Eurochart Hot 100-as listán a 21. helyet szerezte meg, a finn slágerlistán a hatodik helyre jutott, Németországban a 13. helyre kúszott fel, a holland Top 40-es listán a 24. helyet szerezte meg, a holland Top 100-as listán a 31. helyre jutott, Svédországban a 25. helyre mászott fel, Svájcban a 17. helyre jutott, az Egyesült Királyságban pedig a 69. helyet szerezte meg.

## Megjelenések
7"  COMA 7053
1. Ça Plane Pour Moi (Short)- 3:23
2. Check The Dan (Short) - 3:58

CD Maxi" Felix remix  Urban 859 171-2
1. Ça Plane Pour Moi (Felix Mix 1) - 6:00
2. Ça Plane Pour Moi (Felix Mix 2) - 7:15
3. Open Sesame (Short Version) - 3:25

12"  Urban 861 597-1
1. Ça Plane Pour Moi (Short) - 3:23
2. Ça Plane Pour Moi (Long) - 5:48
3. Check The Dan (Long) - 6:35